# Jun Okano
Jun Okano (岡野 洵 Okano Jun?, Chiba, Chiba, 9 de diciembre de 1997) es un futbolista japonés que juega como defensa en el V-Varen Nagasaki de la J2 League.

## Trayectoria

### Clubes
| Club                  | País  | Año       |
| --------------------- | ----- | --------- |
| JEF United Chiba      | Japón | 2016-2021 |
| Oita Trinita (cedido) | Japón | 2018-2019 |
| F. C. Machida Zelvia  | Japón | 2022      |
| V-Varen Nagasaki      | Japón | 2023-     |